# Mecosta (Michigan)
Mecosta – wieś w Stanach Zjednoczonych, w stanie Michigan, w hrabstwie Mecosta.